# Kharg
Kharg o Kharag o Kharak (persa: جزیره خارک) és una illa de corall al Golf Pèrsic, que pertany a l'Iran. Està situada a 25 km de la costa i a 483 km de l'estret d'Hormuz (29° 22′ N, 50° 30′ E / 29.367°N,50.500°E). Forma part de la província de Bushehr, i és un port o terminal per l'exportació del petroli iranià, ja que les aigües que l'envolten són fondes, mentre que els vaixells no poden navegar a la proximitat de la costa continental.
El nom Kharg vol dir en persa un dàtil que no està a punt per menjar, però no és aquest l'origen del nom de l'illa.
Té 8 km de llarg (nord a sud) i 4 km d'ample. L'altura màxima és de 75 metres. Uns 4 km al nord hi ha la petita illa de Khargu (en àrab Khuwayrik) i entre les dues illes i a l'oest de Kharg hi ha diversos bancs de corall on s'han trobat perles de gran valor.
S'han trobat les restes d'unes tombes que proven que hi va viure una comunitat cristiana al segle iii. L'illa fou coneguda dels àrabs pels seus dàtils, els seus cereals i els seus raïms. Una tomba existent a l'illa era atribuïda sense fonament a Muhàmmad ibn al-Hanafiyya.
El 1753 s'hi va establir un fort i una factoria comercial holandesa per cessió del xeic Mir Nasir de Bandar Rig a baró prussià Von Kniphausen, delegat de la Companyia Holandesa de les Índies Orientals. El 1766 el fort (al nord de l'illa) fou saquejat pel nou xeic àrab de Bandar Riq, Mir Muhanna que es va establir a l'illa. Llavors fou atacada per Karim Khan Zand que va expulsar a Mir Muhanna que va fugir cap a Bàssora on va morir. Karim volia transferir l'illa a la Companyia Francesa de les Índies Orientals però com que aquesta fou suprimida les negociacions no van continuar. Quan sota Fath Ali Shah (1797-1834) es va negociar altre cop la cessió de l'illa als francesos, les pressions britàniques ho van impedir. El 1832 una epidèmia de pesta bubònica al continent va obligar el resident britànic al Golf a sortir de Bushire i establir-se a Kharg; els britànics van pensar a establir a l'illa la residència permanent i quan el 1838 els perses van atacar Afganistan, els britànics van desembarcar tropes a l'illa i la van tenir ocupada fins al 1842 i durant bona part d'aquest temps fou la seu de la residència del Golf. El dipòsit de carbó britànic que s'hi va mantenir fou tancat el 1844 per no donar peu a actuacions russes al nord de Pèrsia. El 1856 fou breument ocupada pels britànics durant la Guerra Anglopersa, però fou retornada el 1857.
Després del 1950 fou escollida com a terminal per les exportacions i es van construir oleoductes que van portar el petroli a l'illa així com un port amb les corresponents instal·lacions per petroliers. També els productes refinats a Abadan eren enviats a l'illa. Es van construir dipòsits gegants per emmagatzemar el cru. Els bombardejos de l'aviació iraquiana del 1982 al 1986 van deixar el port inactiu al final del 1986 i va destruir les instal·lacions; també fou destruït el camp petrolier de Darius a l'entorn de l'illa; la reparació ha estat molt lenta. El 14 de novembre de 2007 es va descobrir a l'illa una inscripció aquemènida en una roca de corall; la inscripció fou damnada deliberadament per vàndals el 31 de maig de 2008. El 2009 es calculen unes exportacions de petroli per Kharg de 950 milions de barrils.